# Ansermanuevo
Ansermanuevo là một khu tự quản thuộc tỉnh Valle del Cauca, Colombia. Thủ phủ của khu tự quản Ansermanuevo đóng tại Ansermanuevo. Khu tự quản Ansermanuevo có diện tích 308 ki lô mét vuông. Đến thời điểm ngày 28 tháng 5 năm 2005, khu tự quản Ansermanuevo có dân số 25168 người.